# Kairaku-en

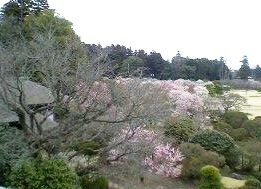
Kairaku-en, Pflaumenbäume

Der Kairaku-en (japanisch 偕楽園) in Mito, der Hauptstadt der Präfektur Ibaraki, gehört zusammen mit dem Kenroku-en und dem Kōraku-en zu den Drei berühmten Gärten Japans – Sanmeien – (三名園).

## Informationen zum Garten
Der Kairaku-en befindet sich im Stadtteil Tokiwa (常磐町). Sein Vorläufer wurde im Jahr 1665, als Tokugawa Mitsukuni der zweite Herr der Mito-Domäne war, am Gotenyama (御殿山) errichtet. Dazu wurde der „Westsee“ (西湖, Saiko) und der Pavillon Kōchin-tei (高枕亭) angelegt. Mehr als 170 Jahre später, Mitte Mai 1841, übernahm in der 9. Generation Tokugawa Nariaki (1800–1860) die Leitung der Domäne und stellte den Park im Juli des folgenden Jahres fertig. Zu dieser Zeit wurden die Pavillons Kōbun-tei (好文亭) und Rakuju-rō (楽寿楼) gebaut, der Park wurde vergrößert und wurde zu dem Park, den wir heute sehen.
Da es sich ursprünglich um einen Landschaftsgarten handelte, der als flacher Garten betrachtet werden sollte, wurde die Außenlandschaft einbezogen, der Senba-Teich (千波湖) als Quellwasserteich im Garten nachgeahmt. Es wurde ein langer Damm gebaut, Baumreihen gepflanzt und Pflaumenhaine, Bambushaine angelegt und Ahornbäume gepflanzt. Durch die Einbeziehung des Flusses Mikawa (箕川) wurde ein neues Fluss-System geschaffen. In diesem Gebiet wurden Weiden, Ahornbäume und japanische Kiefern gepflanzt, die eine natürliche Landschaft darstellen sollten.
Nariaki eröffnete diesen Garten, dessen Name „Kairaku“, also „Gemeinsames Vergnügen mit den Menschen“ bedeutet, als Vergnügungspark, der auch für das einfache Volk zugänglich war. Das war damals eine neue, bahnbrechende Idee für Parks. Mit Ausnahme den großen beschnittenen Busch- und Felsformationen vor dem Kōbun-tei konzentriert sich die Gestaltung auf die natürliche Landschaft. So unterscheidet sich sein Charakter stark von anderen japanischen Gärten.
In den letzten Kriegstagen des Zweiten Weltkrieges wurde der Park fast vollkommen zerstört, jedoch 1958 wieder aufgebaut. Die Größe des Kairaku-en beträgt 7,5 Hektar. Unter dem Namen Tokiwa-Park (常磐公園, Tokiwa kōen) ist er als „Nationale historische Stätte“ (国の史跡, Kuni no shiseki) und „Ort mit schönem Anblick“ (名勝, Meishō) ausgewiesen.

## Bilder

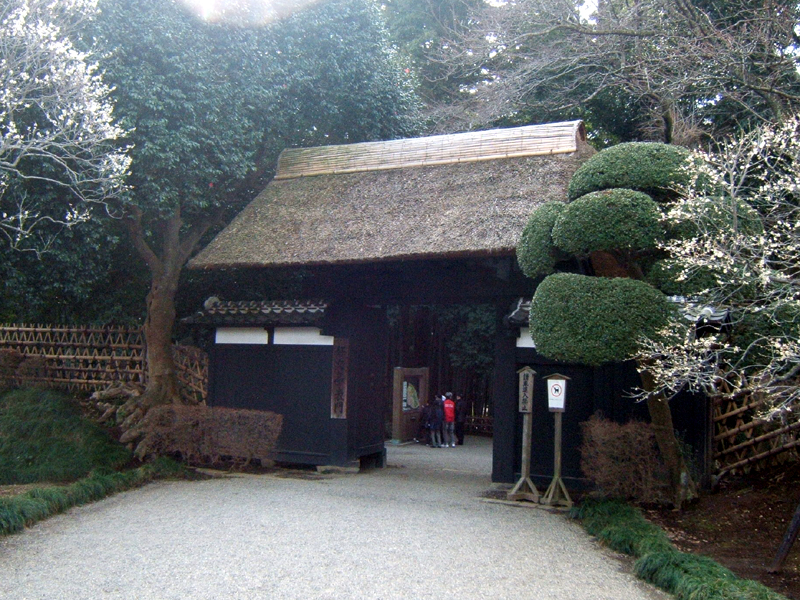
Der alte Eingang
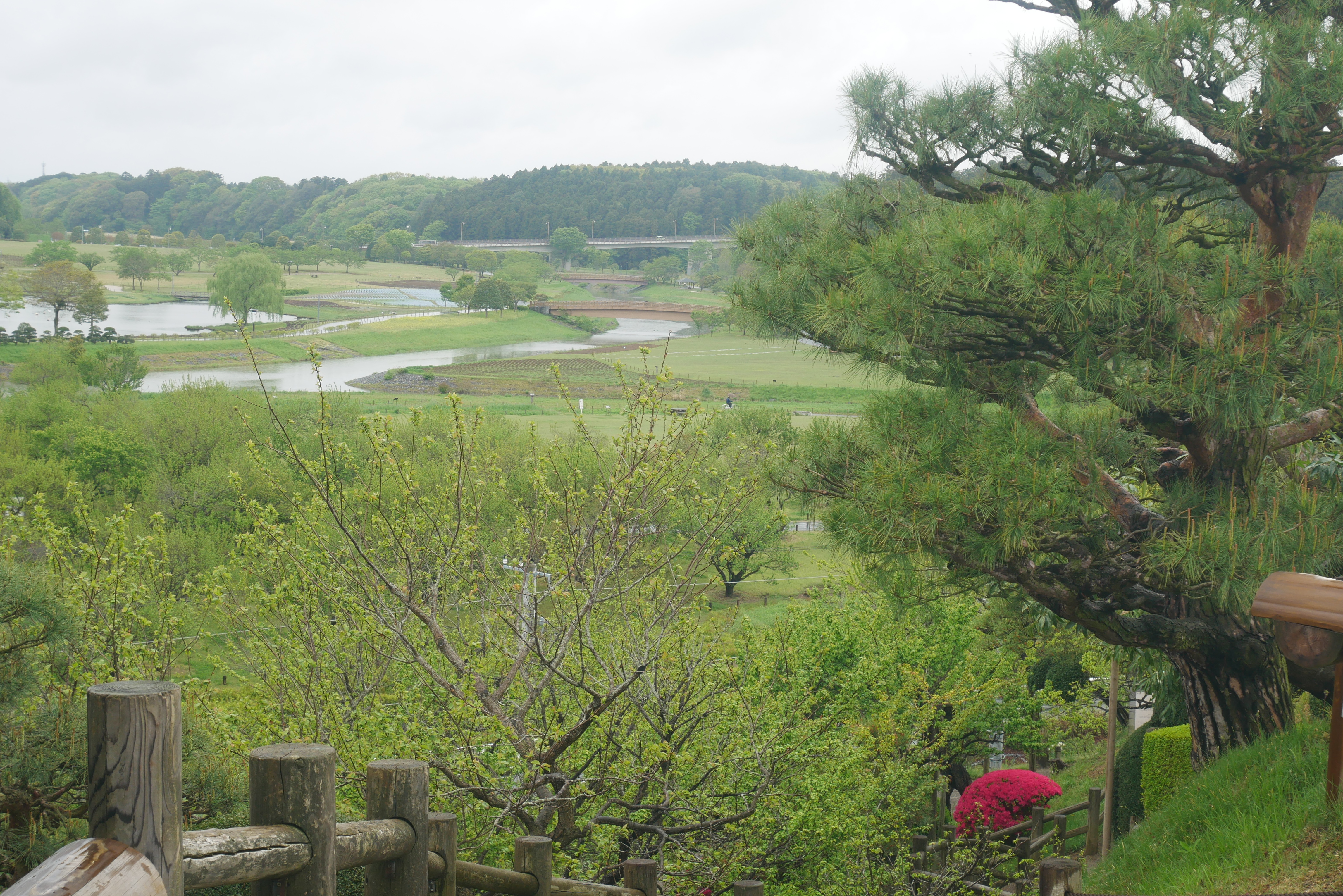
Übersicht
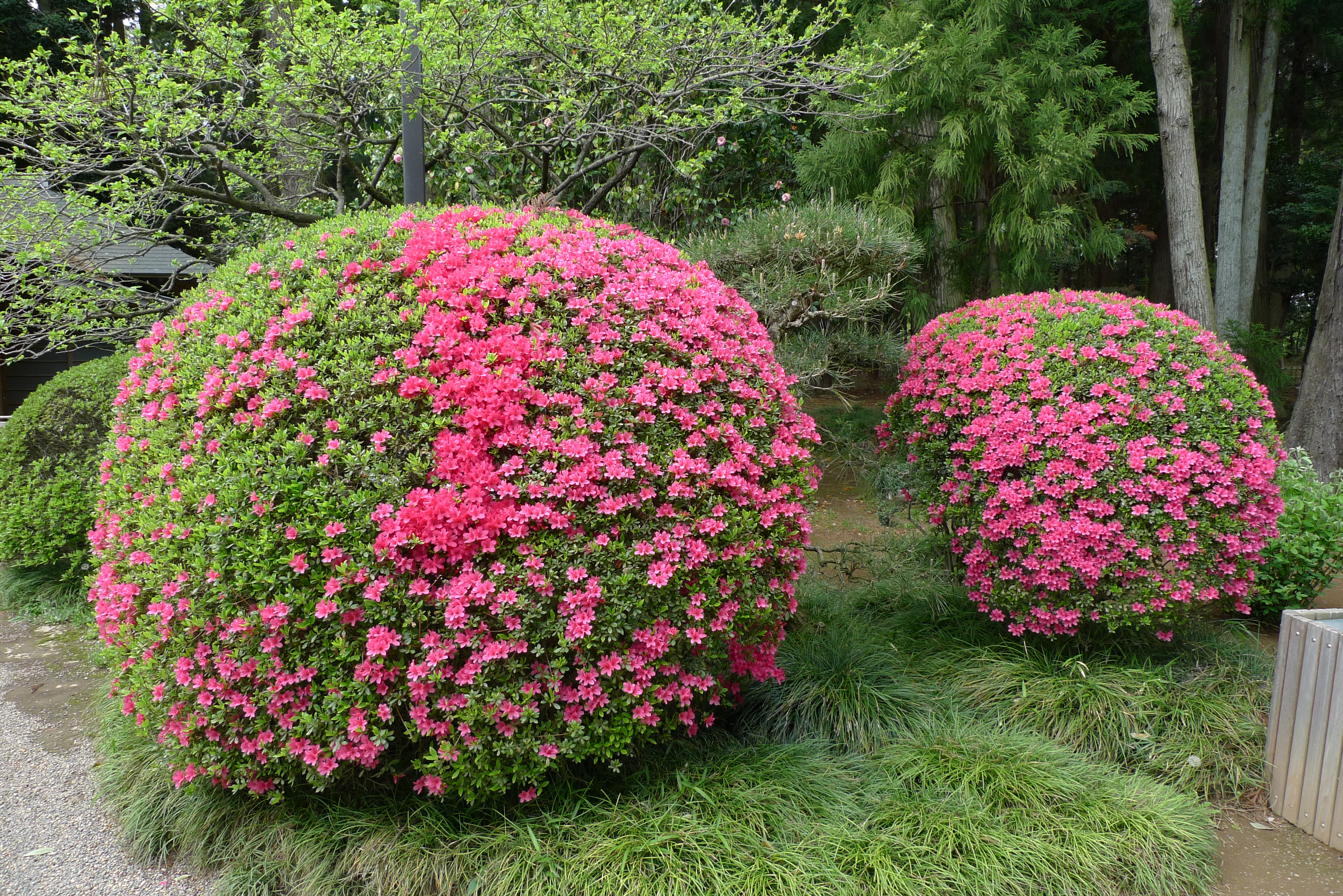
Azaleen
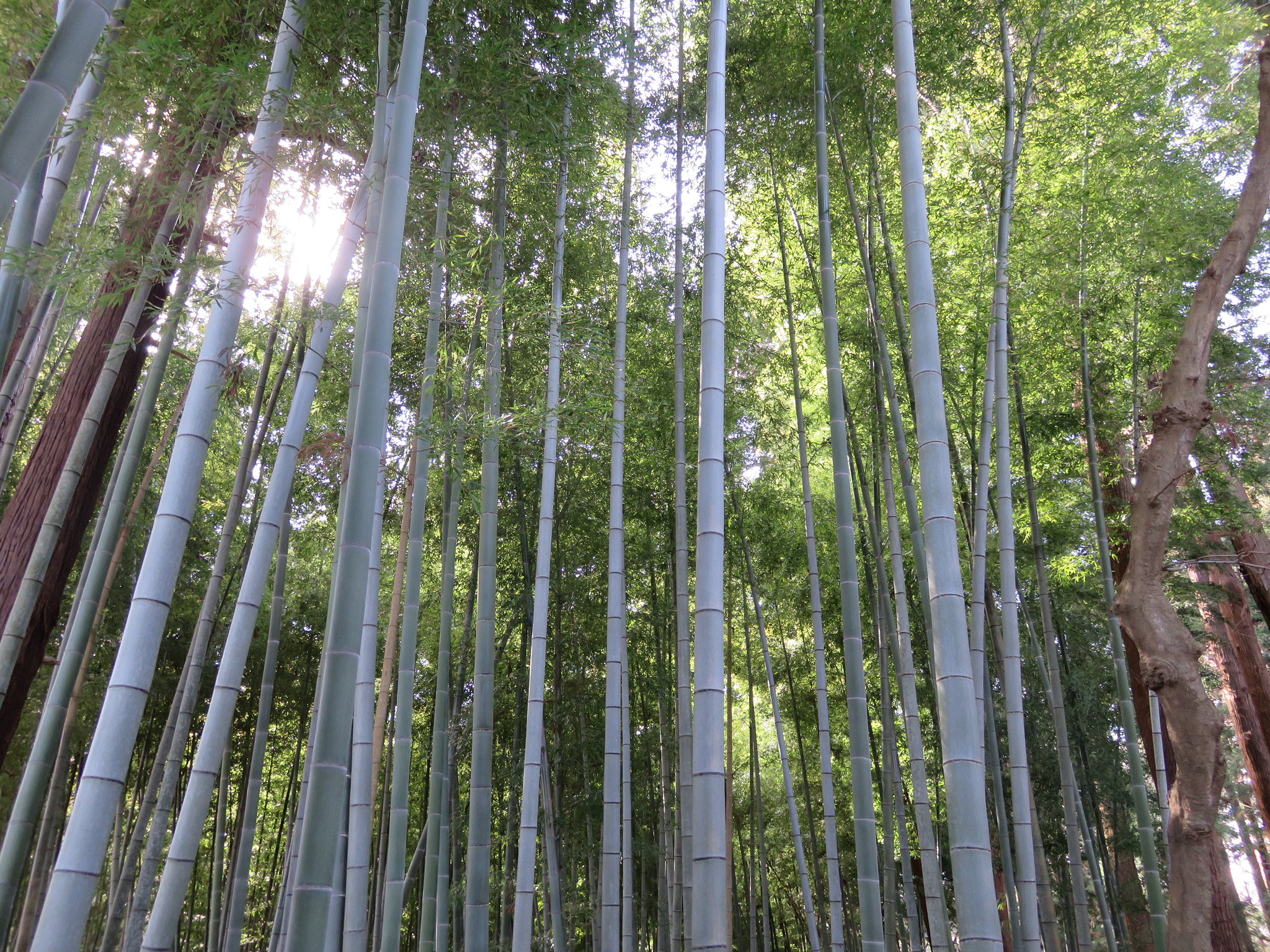
Bambushain
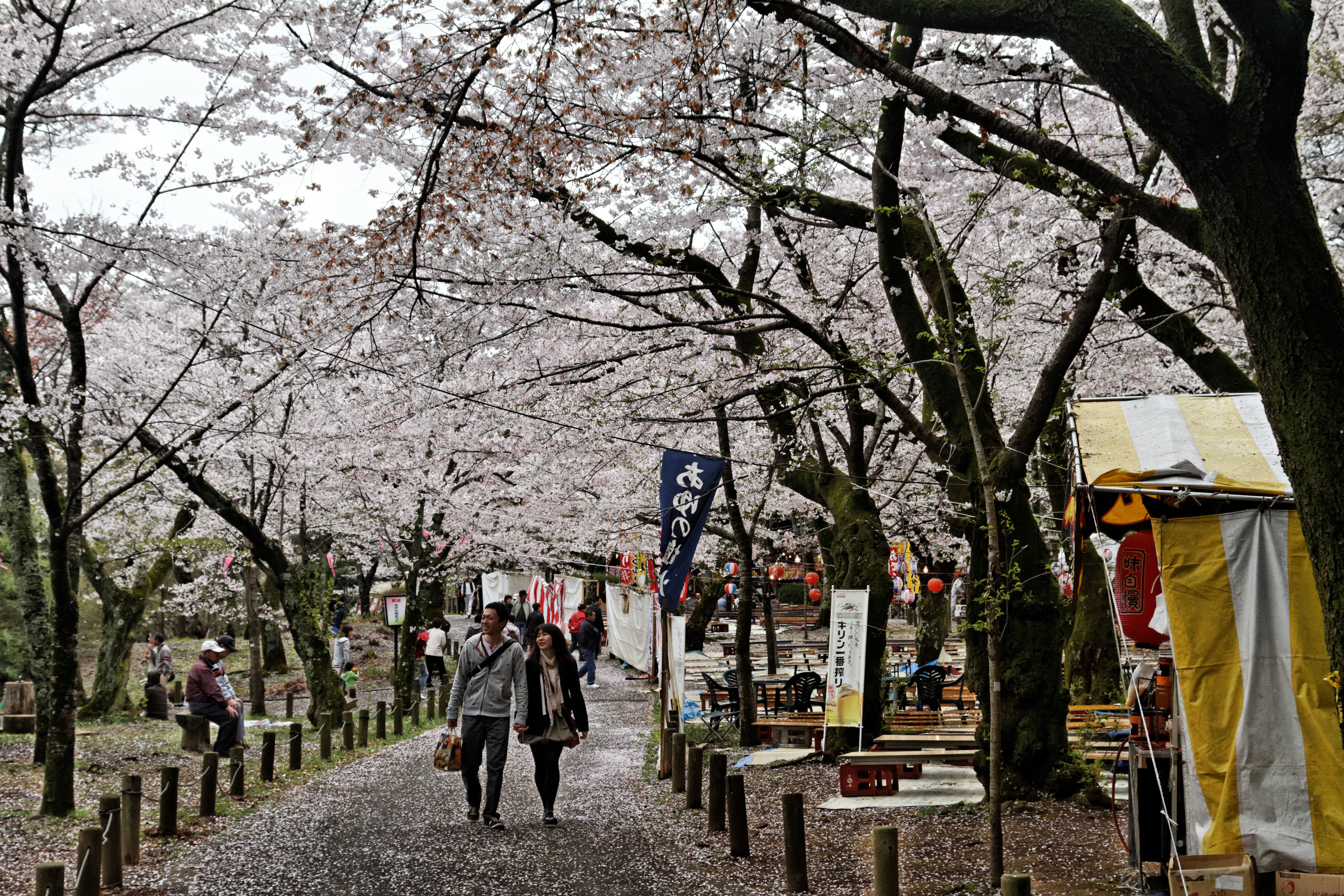
Im Park